# Liste der Rallycross-Europameister
Dies ist eine Liste aller Rallycross-Europameister von 1973 bis 2013:

## Europameister
| Jahr | Kategorie      | Name                    | Nation                 | Marke und Modell                          |
| ---- | -------------- | ----------------------- | ---------------------- | ----------------------------------------- |
| 1973 | Gesamtergebnis | John Taylor *           | Vereinigtes Konigreich | Ford Escort RS 1600 BDA                   |
| 1974 | Gesamtergebnis | Franz Wurz *            | Osterreich             | VW 1302 S 2.4 (mit VW-411-Motor)          |
| 1975 | Gesamtergebnis | Kees Teurlings *        | Niederlande            | VW 1303 S 3.0 (mit Porsche-Carrera-Motor) |
| 1976 | Gesamtergebnis | Franz Wurz              | Osterreich             | Lancia Stratos HF 2.4 12V/24V             |
| 1977 | Gesamtergebnis | Herbert Grünsteidl      | Osterreich             | Renault-Alpine A310 16V/A310 V6           |
| 1978 | Gesamtergebnis | Martin Schanche         | Norwegen               | Ford Escort RS 1800 BDA                   |
| 1978 | GT-Division    | Andy Bentza *           | Osterreich             | Lancia Stratos HF 3.0 24V                 |
| 1979 | TW-Division    | Martin Schanche         | Norwegen               | Ford Escort RS 1800 BDA                   |
| 1979 | GT-Division    | Olle Arnesson           | Schweden               | Porsche 911 Carrera                       |
| 1980 | TW-Division    | Per-Inge Walfridsson    | Schweden               | Volvo 343 Turbo 1.7                       |
| 1980 | GT-Division    | Olle Arnesson           | Schweden               | Porsche 911 SC                            |
| 1981 | TW-Division    | Martin Schanche         | Norwegen               | Ford Escort RS 1800 Turbo                 |
| 1981 | GT-Division    | Matti Alamäki           | Finnland               | Porsche 911 SC                            |
| 1982 | Division 1     | Egil Stenshagen         | Norwegen               | VW Golf GTI 1.6                           |
| 1982 | Division 2     | Franz Wurz              | Osterreich             | Audi quattro                              |
| 1983 | Division 1     | Egil Stenshagen         | Norwegen               | VW Golf GTI 1.8                           |
| 1983 | Division 2     | Olle Arnesson           | Schweden               | Audi quattro                              |
| 1984 | Division 1     | Anders Norstedt         | Schweden               | Saab 900 Turbo                            |
| 1984 | Division 2     | Martin Schanche         | Norwegen               | Ford Escort XR3 T16 4×4                   |
| 1985 | Division 1     | Anders Norstedt         | Schweden               | Saab 900 Turbo                            |
| 1985 | Division 2     | Matti Alamäki           | Finnland               | Porsche 911 BiTurbo 4×4                   |
| 1986 | Division 1     | Anders Norstedt         | Schweden               | Saab 900 Turbo                            |
| 1986 | Division 2     | Olle Arnesson           | Schweden               | Audi quattro 20V                          |
| 1987 | Division 1     | Per-Ove Davidsson       | Schweden               | Volvo 240 Turbo                           |
| 1987 | Division 2     | Seppo Niittymäki        | Finnland               | Peugeot 205 Turbo 16 E2                   |
| 1988 | Division 1     | Bjørn Skogstad          | Norwegen               | Ford Sierra RS 500                        |
| 1988 | Division 2     | Matti Alamäki           | Finnland               | Peugeot 205 Turbo 16 E2                   |
| 1989 | Division 1     | Kenneth Hansen          | Schweden               | Ford Sierra RS 500                        |
| 1989 | Division 2     | Matti Alamäki           | Finnland               | Peugeot 205 Turbo 16 E2                   |
| 1990 | Division 1     | Kenneth Hansen          | Schweden               | Ford Sierra RS 500                        |
| 1990 | Division 2     | Matti Alamäki           | Finnland               | Peugeot 205 Turbo 16 E2                   |
| 1991 | Division 1     | Kenneth Hansen          | Schweden               | Ford Sierra RS 500                        |
| 1991 | Division 2     | Martin Schanche         | Norwegen               | Ford RS 200 E2                            |
| 1992 | Division 1     | Kenneth Hansen          | Schweden               | Ford Sierra RS 500                        |
| 1992 | Division 2     | Will Gollop             | Vereinigtes Konigreich | ARG MG Metro 6R4 BiTurbo                  |
| 1993 | Division 1     | Ludvig Hunsbedt         | Norwegen               | Ford Escort RS Cosworth                   |
| 1993 | Division 2     | Jean-Luc Pailler        | Frankreich             | Citroën BX GTI 16V Turbo 4×4              |
| 1993 | ERA 1400 Cup   | Tony Kuypers *          | Belgien                | Citroën AX GT/AX Sport                    |
| 1994 | Division 1     | Richard Hutton          | Vereinigtes Konigreich | Ford Escort RS Cosworth                   |
| 1994 | Division 2     | Kenneth Hansen          | Schweden               | Citroën ZX 16V Turbo 4×4                  |
| 1994 | ERA 1400 Cup   | Susann Bergvall *       | Schweden               | Citroën AX Sport                          |
| 1995 | Division 1     | Eivind Opland           | Norwegen               | Mitsubishi Lancer Evolution 2             |
| 1995 | Division 2     | Martin Schanche         | Norwegen               | Ford Escort RS 2000 T16 4×4               |
| 1995 | FIA 1400 Cup   | Ko Kasse                | Niederlande            | Citroën AX GTi                            |
| 1996 | Division 1     | Eivind Opland           | Norwegen               | Mitsubishi Lancer Evolution 3             |
| 1996 | Division 2     | Kenneth Hansen          | Schweden               | Citroën ZX 16V Turbo 4×4                  |
| 1996 | FIA 1400 Cup   | Manfred Beck            | Osterreich             | Citroën AX GTi                            |
| 1997 | Division 1     | Ludvig Hunsbedt         | Norwegen               | Ford Escort RS 2000 T16 4×4               |
| 1997 | Division 2     | Eivind Opland           | Norwegen               | Mitsubishi Lancer Evolution 3             |
| 1997 | FIA 1400 Cup   | Jaroslav Kalný          | Tschechien             | Peugeot 106 Rallye                        |
| 1998 | Division 1     | Kenneth Hansen          | Schweden               | Citroën Xsara VTS T16 4×4                 |
| 1998 | Division 2     | Eivind Opland           | Norwegen               | Mitsubishi Lancer Evolution 5             |
| 1998 | FIA 1400 Cup   | Jaroslav Kalný          | Tschechien             | Peugeot 106 Rallye                        |
| 1999 | Division 1     | Per Eklund              | Schweden               | Saab 9-3 T16 4×4                          |
| 1999 | Division 2     | Magnus Hansen           | Schweden               | Citroën Xsara VTS                         |
| 1999 | FIA 1400 Cup   | Johnny Jensen           | Danemark               | Citroën AX GTi                            |
| 2000 | Division 1     | Kenneth Hansen          | Schweden               | Citroën Xsara WRC                         |
| 2000 | Division 2     | Eddy Bénézet            | Frankreich             | Peugeot 306 S16                           |
| 2000 | FIA 1400 Cup   | Sven Seeliger           | Deutschland            | Citroën AX GTi                            |
| 2001 | Division 1     | Kenneth Hansen          | Schweden               | Citroën Xsara WRC                         |
| 2001 | Division 2     | Ronny Scheveneels       | Belgien                | VW Golf GTI 16V 2.0                       |
| 2001 | Division 2A    | Sven Seeliger           | Deutschland            | Citroën AX GTi                            |
| 2002 | Division 1     | Kenneth Hansen          | Schweden               | Citroën Xsara WRC                         |
| 2002 | Division 2     | Marc-Jan Vlassak        | Niederlande            | Opel Astra OPC                            |
| 2002 | Division 2A    | Aleš Zázvorka           | Tschechien             | VW Polo 1.4 16V                           |
| 2003 | Division 1     | Kenneth Hansen          | Schweden               | Citroën Xsara T16 4×4                     |
| 2003 | Division 1A    | Jaroslav Kalný          | Tschechien             | Peugeot 206                               |
| 2003 | Division 2     | Guttorm Lindefjell      | Norwegen               | Opel Astra OPC                            |
| 2004 | Division 1     | Kenneth Hansen          | Schweden               | Citroën Xsara T16 4×4                     |
| 2004 | Division 1A    | Ron Snoeck              | Niederlande            | Seat Ibiza 1.6                            |
| 2004 | Division 2     | Jussi Pinomäki          | Finnland               | Renault Clio RSR                          |
| 2005 | Division 1     | Kenneth Hansen          | Schweden               | Citroën Xsara T16 4×4                     |
| 2005 | Division 1A    | Ron Snoeck              | Niederlande            | Seat Ibiza 1.6                            |
| 2005 | Division 2     | Jussi Pinomäki          | Finnland               | Renault Clio RSR                          |
| 2006 | Division 1     | Lars Larsson            | Schweden               | Škoda Fabia T16 4×4                       |
| 2006 | Division 1A    | Krzysztof Groblewski    | Polen                  | VW Polo                                   |
| 2006 | Division 2     | Roman Častoral          | Tschechien             | Opel Astra OPC                            |
| 2007 | Division 1     | Lars Larsson            | Schweden               | Škoda Fabia T16 4×4                       |
| 2007 | Division 1A    | Michaël De Keersmaecker | Belgien                | Opel Corsa C                              |
| 2007 | Division 2     | Tomáš Kotek             | Tschechien             | Honda Civic Type-R                        |
| 2007 | Rallycross Cup | Jos Sterkens            | Belgien                | Ford Fiesta RWD                           |
| 2008 | Division 1     | Kenneth Hansen          | Schweden               | Citroën C4 T16 4×4                        |
| 2008 | Division 1A    | Jussi Pinomäki          | Finnland               | Renault Clio                              |
| 2008 | Division 2     | Tomáš Kotek             | Tschechien             | Honda Civic Type-R                        |
| 2008 | Rallycross Cup | Michaël De Keersmaecker | Belgien                | BMW 120                                   |
| 2009 | Division 1     | Sverre Isachsen         | Norwegen               | Ford Focus ST T16 4×4                     |
| 2009 | Division 1A    | Mats Lysen              | Norwegen               | Renault Clio                              |
| 2009 | Division 2     | Knut Ove Børseth        | Norwegen               | Ford Fiesta ST RWD                        |
| 2010 | Division 1     | Sverre Isachsen         | Norwegen               | Ford Focus ST T16 4×4                     |
| 2010 | Division 1A    | Timur Timerzyanov       | Russland               | Renault Clio                              |
| 2010 | Division 2     | Derek Tohill            | Irland                 | Ford Fiesta Mk7 RWD                       |
| 2011 | SuperCars      | Sverre Isachsen         | Norwegen               | Ford Focus Mk2 T16 4x4                    |
| 2011 | TouringCars    | Lars Øivind Enerberg    | Norwegen               | Ford Fiesta ST RWD                        |
| 2011 | Super1600      | Andreas Bakkerud        | Norwegen               | Renault Clio Mk2                          |
| 2012 | SuperCars      | Timur Timerzyanov       | Russland               | Citroën DS3 T16 4x4                       |
| 2012 | TouringCars    | Anton Marklund          | Schweden               | Ford Fiesta Mk7 RWD                       |
| 2012 | Super1600      | Andreas Bakkerud        | Norwegen               | Renault Twingo Mk2                        |
| 2013 | SuperCars      | Timur Timerzyanov       | Russland               | Citroën DS3 T16 4x4                       |
| 2013 | TouringCars    | Derek Tohill            | Irland                 | Ford Fiesta Mk7 RWD                       |
| 2013 | Super1600      | Reinis Nitišs           | Lettland               | Renault Clio Mk2                          |

* Nicht von der FIA anerkannt!

## Titel pro Fahrer
| Titel | Name                    | Nation                 |
| ----- | ----------------------- | ---------------------- |
| 14    | Kenneth Hansen          | Schweden               |
| 6     | Martin Schanche         | Norwegen               |
| 5     | Matti Alamäki           | Finnland               |
| 4     | Olle Arnesson           | Schweden               |
| 4     | Eivind Opland           | Norwegen               |
| 3     | Franz Wurz              | Osterreich             |
| 3     | Anders Norstedt         | Schweden               |
| 3     | Jaroslav Kalný          | Tschechien             |
| 3     | Jussi Pinomäki          | Finnland               |
| 3     | Sverre Isachsen         | Norwegen               |
| 3     | Timur Timerzyanov       | Russland               |
| 2     | Egil Stenshagen         | Norwegen               |
| 2     | Ludvig Hunsbedt         | Norwegen               |
| 2     | Sven Seeliger           | Deutschland            |
| 2     | Ron Snoeck              | Niederlande            |
| 2     | Lars Larsson            | Schweden               |
| 2     | Michaël De Keersmaecker | Belgien                |
| 2     | Tomáš Kotek             | Tschechien             |
| 2     | Andreas Bakkerud        | Norwegen               |
| 2     | Derek Tohill            | Irland                 |
| 1     | John Taylor *           | Vereinigtes Konigreich |
| 1     | Kees Teurlings *        | Niederlande            |
| 1     | Herbert Grünsteidl      | Osterreich             |
| 1     | Andy Bentza *           | Osterreich             |
| 1     | Per-Inge Walfridsson    | Schweden               |
| 1     | Per-Ove Davidsson       | Schweden               |
| 1     | Seppo Niittymäki        | Finnland               |
| 1     | Bjørn Skogstad          | Norwegen               |
| 1     | Will Gollop             | Vereinigtes Konigreich |
| 1     | Jean-Luc Pailler        | Frankreich             |
| 1     | Tony Kuypers *          | Belgien                |
| 1     | Richard Hutton          | Vereinigtes Konigreich |
| 1     | Susann Bergvall *       | Schweden               |
| 1     | Ko Kasse                | Niederlande            |
| 1     | Manfred Beck            | Osterreich             |
| 1     | Per Eklund              | Schweden               |
| 1     | Magnus Hansen           | Schweden               |
| 1     | Johnny Jensen           | Danemark               |
| 1     | Eddy Bénézet            | Frankreich             |
| 1     | Ronny Scheveneels       | Belgien                |
| 1     | Marc-Jan Vlassak        | Niederlande            |
| 1     | Aleš Zázvorka           | Tschechien             |
| 1     | Guttorm Lindefjell      | Norwegen               |
| 1     | Krzysztof Groblewski    | Polen                  |
| 1     | Roman Častoral          | Tschechien             |
| 1     | Jos Sterkens            | Belgien                |
| 1     | Mats Lysen              | Norwegen               |
| 1     | Knut Ove Børseth        | Norwegen               |
| 1     | Lars Øivind Enerberg    | Norwegen               |
| 1     | Anton Marklund          | Schweden               |
| 1     | Reinis Nitišs           | Lettland               |

* Nicht von der FIA anerkannt!

## Titel pro Nation
| Titel | Nation         |
| ----- | -------------- |
| 29    | Schweden       |
| 24    | Norwegen       |
| 9     | Finnland       |
| 7     | Tschechien     |
| 6     | Österreich     |
| 5     | Niederlande    |
| 5     | Belgien        |
| 3     | Großbritannien |
| 3     | Russland       |
| 2     | Deutschland    |
| 2     | Frankreich     |
| 2     | Irland         |
| 1     | Dänemark       |
| 1     | Polen          |
| 1     | Lettland       |

## Titel pro Fahrzeugmarke
| Titel | Fahrzeugmarke           |
| ----- | ----------------------- |
| 24    | Ford                    |
| 21    | Citroën                 |
| 8     | Peugeot                 |
| 8     | Renault                 |
| 7     | Volkswagen              |
| 4     | Porsche                 |
| 4     | Saab                    |
| 4     | Mitsubishi              |
| 4     | Opel                    |
| 3     | Audi                    |
| 2     | Lancia                  |
| 2     | Volvo                   |
| 2     | Seat                    |
| 2     | Honda                   |
| 2     | Škoda                   |
| 1     | Renault Alpine          |
| 1     | Austin Rover Group (MG) |
| 1     | BMW                     |